# ألبرت ديودونيه
ألبرت ديودونيه (بالفرنسية: Albert Dieudonné) هو كاتب وروائي وكاتب سيناريو ومخرج وممثل فرنسي، ولد في 26 نوفمبر 1889 في فرنسا، وتوفي بنفس المكان في 19 مارس 1976.

## وصلات خارجية
- ألبرت ديودونيه على موقع IMDb (الإنجليزية)
- ألبرت ديودونيه على موقع ألو سيني (الفرنسية)
- ألبرت ديودونيه على موقع أول موفي (الإنجليزية)
- ألبرت ديودونيه على موقع قاعدة بيانات الأفلام السويدية (السويدية)
- ألبرت ديودونيه على موقع قاعدة بيانات الفيلم (الإنجليزية)
- ألبرت ديودونيه على موقع كينوبويسك (الروسية)